# David Mwantika
David Patison Mwantika (ur. 12 stycznia 1992 w Mbeyi) – tanzański piłkarz grający na pozycji środkowego obrońcy. Od 2021 jest zawodnikiem klubu Singida United FC.

## Kariera klubowa
Swoją karierę piłkarską Mwantika rozpoczął w klubie Prisons FC. W 2009 roku zadebiutował w nim w tanzańskiej pierwszej lidze. W 2012 roku przeszedł do Azam FC, w którym grał do 2020. Czterokrotnie wywalczył z nim wicemistrzostwo Tanzanii w sezonach 2012/2013, 2014/2015, 2015/2016 i 2017/2018 oraz jeden raz mistrzostwo w sezonie 2013/2014. Zdobył też Puchar Tanzanii w sezonie 2018/2019. W latach 2020–2021 grał w JKT Ruvu Stars, a w 2021 przeszedł do klubu Singida United FC.

## Kariera reprezentacyjna
W reprezentacji Tanzanii Mwantika zadebiutował 23 marca 2016 roku w wygranym 1:0 meczu kwalifikacji do Pucharu Narodów Afryki 2017 z Czadem, rozegranym w Ndżamenie. W 2019 roku powołano go do kadry na Puchar Narodów Afryki 2019. Zagrał w nim w dwóch meczach grupowych: z Kenią (2:3) i z Algierią (0:3).